# Nicolás Fantinato
Nicolás Sandro Fantinato Crisóstomo (Lima, 12 de octubre de 1968) es un actor, abogado, director y profesor de teatro peruano, reconocido por su trayectoria artística destacando en series, películas y obras en su país.[cita requerida]

## Primeros años
Nicolás Sandro Fantinato Crisóstomo nació el 12 de octubre de 1968 en la capital peruana Lima, proveniente de una familia de clase media.[cita requerida] Realizó sus estudios escolares en el Colegio San Genaro.
Tras haber acabado el colegio, estudió la carrera de Derecho, en la Universidad de Lima. En el último año de su carrera, ingresó al Centro Peruano de Teatro para estudiar desarrollo de la personalidad. En dicha institución fue becado para seguir la carrera de actuación, luego de recibirse como abogado en la Universidad de Lima.

## Trayectoria
Fantinato comenzó su carrera artística de manera oficial allá por el año 1994, participando en diferentes obras teatrales y en comerciales televisivos. Su primera incursión en la televisión fue en la novela Obsesión donde realizó un pequeño papel junto al connotado actor Diego Bertie.[cita requerida] En el año 1999, firmó su primer contrato como parte del elenco permanente de la telenovela María Emilia, querida y luego vendrían pequeñas participaciones en novelas de Iguana Producciones, hasta que da un salto para interpretar a Ciro Trabuco, un funcionario corrupto, en la telenovela Qué buena raza.[cita requerida] Gracias a esa participación, fue llamado como actor de reparto en la otra ficción Eva del Edén dándole vida a Bibriesca de Muñatones, donde hizo una singular dupla con el actor Paul Martin.[cita requerida]
Tras haber interpretado personajes como actor secundario, Fantinato protagonizó al lado de Ricky Tosso la obra de teatro Ni médico ni curandero en el año 2006. Ese mismo año, protagonizaría la obra Made in Perú en el Teatro Marsano al lado de Paul Martín, Carlos Thornton y Rafael Santa Cruz, donde logró gran aceptación de la crítica y el público.[cita requerida]
Además, participó en la serie de televisión cómica Los Barriga como Prudencio[cita requerida] y protagonizó junto a Yvonne Frayssinet y Tatiana Espinoza la obra de teatro Bienvenido a los 60's en el año 2008, la cual se realizó en el Teatro Montecarlo antes de su demolición. Inicia su participación como invitado especial en la serie de televisión peruana Al fondo hay sitio, interpretando al arquitecto Facundo Roullón en el 2011.[cita requerida]
Entre las obras de teatro en las que participó Fantinato están Los árboles mueren de pie, El avaro de Moliére y los musicales Hairspray, Carmín y La novicia rebelde, esta última dirigida por Jean Pierre Gamarra en los años 2012 y 2013 respectivamente. Protagonizó con el fallecido actor Diego Bertie y la actriz Fiorella Rodríguez la ficción Los locos Addams, en el papel del Tío Lucas.
En el cine, Fantinato fue protagonista del cortometraje peruano La región invisible, bajo la dirección de Aldo Salvini en 2010, donde comparte el rol al lado de Ana Cecilia Natteri. [cita requerida] Ésta actuación le valio para ganar el Premio de CONACINE a «Mejor actor».[cita requerida]
También prestó su presencia como actor de doblaje en la película biográfica Pelé: el nacimiento de una leyenda con su papel de Feola en 2016 y coprotagonizó la cinta La sacamos del estadio. Además, realizó voces para las películas animadas Vienen por ti como el Sr. Bowman, Mortadelo y Filemón contra Jimmy el Cachondo (titulada en Perú como Los superagentes locos) como «el hombre gentil de la calle» y Las posesiones de Tess como el Padre Meyers, incluyendo su participación en la película policial Utopía con su papel del alcalde Darwin Velásquez, inspirado en el político peruano Carlos Dargent.[cita requerida]
Participó en la película cómica peruana La paisana Jacinta en búsqueda de Wasaberto, donde compartió escena junto al comediante Jorge Benavides.[cita requerida] Además, protagonizó al lado de Cécica Bernasconi y Úrsula Mármol la obra de teatro En vitrina con su papel de Santiago en 2015, la cual fue nominado a los Premios El Oficio Crítico en la categoría «Mejor actor de teatro» resultando finalmente como ganador.
Fue incluido al rol principal de la telenovela peruana Colorina, donde interpretó a Ramiro Villamore en el año 2018. Protagonizó el proyecto teatral Peregrinos, la cual participó junto a Manuel Gold y Raffaella Anselmi en 2023. Además, obtuvo de nuevo los protagónicos en las obras El último estreno como Álvaro compartiendo roles con Amparo Brambilla y Taxi, whisky y... estrés en el año 2022, siendo en esta última donde a la par dirige la trama.[cita requerida] En ese año, Fantinato asume la dirección de obra peruana Sobreviviré y participó en la película Cosas de amigos, de la dirección de Giovanni Ciccia.[cita requerida]
En el año 2020, protagonizó la obra teatral Invencible y fue estrenado en el Teatro de Lucía. A la par, se dedica a la rama de la enseñanza realizando talleres para niños, adolescentes y jóvenes en su propia escuela de actuación.[cita requerida]

## Filmografía

### Televisión
| Año        | Título                           | Rol                           | Notas                     | Emisión                 | Ref.             |
| ---------- | -------------------------------- | ----------------------------- | ------------------------- | ----------------------- | ---------------- |
| 2002       | Qué buena raza                   | Ciro Trabuco                  | Rol de actuación especial | Frecuencia Latina       | [cita requerida] |
| 2004       | Eva del Edén                     | Bribiesca de Muñatones        | Rol principal             | Frecuencia Latina       | [cita requerida] |
| 2005       | Augusto Ferrando, de pura sangre | Juan Carlos Ferrando          | Rol principal             | Frecuencia Latina       | [cita requerida] |
| 2005       | Divorciados                      |                               | Rol principal             | Panamericana Televisión | [cita requerida] |
| 2006       | Amores como el nuestro           | «Zazá»                        | Rol principal             | Panamericana Televisión | [cita requerida] |
| 2006       | Las vírgenes de la cumbia        | Señor Céspedes                | Rol recurrente            | Frecuencia Latina       |                  |
| 2007       | Baila reggaeton                  | Jerónimo                      | Rol secundario            | América Televisión      | [cita requerida] |
| 2007       | Golpe a golpe                    |                               | Rol secundario            | Frecuencia Latina       | [cita requerida] |
| 2008       | La pre                           | Plácido                       | Rol secundario            | Frecuencia Latina       | [cita requerida] |
| 2008-2009  | Los Barriga                      | Prudencio                     | Rol principal             | Frecuencia Latina       | [cita requerida] |
| 2011       | Al fondo hay sitio               | Facundo Roullón               | Rol de invitado especial  | América Televisión      | [cita requerida] |
| 2011       | Gamarra                          | Alberto «Tito» Caballero Díaz | Rol principal             | América Televisión      | [cita requerida] |
| 2013       | Avenida Perú                     | Benito Gálvez Rosado          | Rol principal             | ATV                     | [cita requerida] |
| 2015       | Pulseras rojas                   | Marcelo Chincha               | Rol principal             | América Televisión      | [cita requerida] |
| 2017       | Pensión Soto                     | Francisco Perales             | Rol principal             | Latina Televisión       | [cita requerida] |
| 2017       | Con mi novio no te metas         | Señor Sánchez                 | Rol principal             | YouTube                 | [cita requerida] |
| 2018       | Colorina                         | Ramiro Villamore del Campo    | Rol principal             | América Televisión      | [ 9 ]            |
| 2018       | Mi esperanza                     | Ariel                         | Rol principal             | América Televisión      | [cita requerida] |
| 2024       | Súper Ada                        | Sacerdote                     | Rol de invitado especial  | América Televisión      | [cita requerida] |
| 2024       | Pituca sin lucas                 | Don Pastor                    | Rol recurrente            | Latina Televisión       | [cita requerida] |
| desde 2024 | Nina de azúcar                   | Fabián Morán                  | Rol principal             | América Televisión      | [ 14 ]           |

### Cine
| Año  | Título                                          | Rol                          | Notas                                    | Ref.             |
| ---- | ----------------------------------------------- | ---------------------------- | ---------------------------------------- | ---------------- |
| 2007 | Una sombra al frente                            |                              | Participación especial                   | [cita requerida] |
| 2010 | La región invisible (Cortometraje)              |                              | Rol protagónico                          | [cita requerida] |
| 2011 | Las malas intenciones                           | Miguel Grau                  | Rol principal                            | [ 15 ]           |
| 2012 | El sonido de los espacios vacíos (Cortometraje) | Agente                       | Rol principal                            | [cita requerida] |
| 2012 | Educación física                                | Gordo Dávila                 | Rol principal                            | [cita requerida] |
| 2014 | Japy ending                                     | Santiago                     | Rol principal Dirección: Sandro Ventura  | [cita requerida] |
| 2014 | Mortadelo y Filemón contra Jimmy el Cachondo    | «Hombre gentil de la calle»  | Voz de doblaje (Versión peruana)         | [cita requerida] |
| 2016 | Pelé: el nacimiento de una leyenda              | Feola                        | Voz de doblaje (Versión peruana)         | [cita requerida] |
| 2016 | Diabólico                                       | Dr. Hebert, policía 2        | Voz de doblaje latino                    | [cita requerida] |
| 2016 | Las posiciones de Tess                          | Padre Meyers                 | Voz de doblaje latino                    | [cita requerida] |
| 2016 | La batalla de los espíritus                     | Dueño de la tienda de empeño | Voz de doblaje latino                    | [cita requerida] |
| 2016 | Poseídas                                        | Nicolás                      | Rol principal Dirección: Sandro Ventura  | [ 16 ] [ 17 ]    |
| 2017 | Vienen por ti                                   | Sr. Bowman                   | Voz de doblaje latino                    | [cita requerida] |
| 2017 | Una loca y divertida boda                       | Mungus                       | Voz de doblaje latino                    | [cita requerida] |
| 2017 | La venganza                                     | Ralph Galen                  | Voz de doblaje latino                    | [cita requerida] |
| 2017 | La paisana Jacinta en búsqueda de Wasaberto     | Comisario                    | Rol principal                            | [cita requerida] |
| 2018 | La sacamos del estadio                          |                              | Rol coprotagónico                        | [cita requerida] |
| 2018 | Utopía                                          | Alcalde Darwin Velásquez     | Rol principal                            | [cita requerida] |
| 2019 | Jugo de tamarindo                               |                              | Rol principal Dirección: Julio Andrade   | [cita requerida] |
| 2022 | Doblemente embarazada                           |                              | Rol principal                            | [cita requerida] |
| 2022 | Cosas de amigos                                 |                              | Rol principal Dirección: Giovanni Ciccia | [cita requerida] |

### Teatro
| Año  | Título                            | Rol                | Notas                                        | Ref.             |
| ---- | --------------------------------- | ------------------ | -------------------------------------------- | ---------------- |
| 2000 | La anécdota del niño              |                    | Rol principal                                | [cita requerida] |
| 2006 | Ni médico ni curandero            |                    | Rol protagónico                              | [ 4 ]            |
| 2008 | Bienvenido a los 60's             |                    | Rol protagónico                              | [ 5 ]            |
| 2012 | Hairspray                         |                    | Rol principal Productora: Los Productores    | [ 6 ]            |
| 2012 | Made in Peru                      |                    | Rol protagónico                              | [cita requerida] |
| 2012 | El avaro                          |                    | Rol principal Autor: Moliére                 | [cita requerida] |
| 2013 | Un cuento de cuentos              | Él mismo           | Director general                             | [cita requerida] |
| 2013 | Los locos Addams                  | Tío Lucas          | Rol protagónico                              | [ 7 ]            |
| 2013 | La novicia rebelde                |                    | Rol principal Dirección: Jean Pierre Gamarra | [ 3 ]            |
| 2013 | Mimí y los mounstruos de la noche | «Carlitos»         | Rol coprotagónico                            | [ 18 ]           |
| 2013 | La cena de los idiotas            | Él mismo           | Director general                             | [cita requerida] |
| 2013 | El circo                          | Payaso Mondonguito | Rol protagónico                              | [ 3 ]            |
| 2014 | Querido mentiroso                 |                    | Rol principal                                | [cita requerida] |
| 2015 | En vitrina                        | Santiago           | Rol protagónico                              | [ 8 ]            |
| 2016 | La estación de la viuda           | Esposo de Aglae    | Rol coprotagónico                            | [ 19 ]           |
| 2018 | Pedro y los panecillos mágicos    |                    | Rol principal                                | [cita requerida] |
| 2021 | El último estreno                 | Álvaro             | Rol protagónico                              | [ 11 ]           |
| 2022 | Taxi, whisky y... estrés          | Luis Roca Rey      | Rol protagónico                              | [cita requerida] |
| 2022 | Sobreviviré                       | Él mismo           | Director general                             | [ 20 ]           |
| 2022 | Invencible                        |                    | Rol protagónico                              | [ 13 ]           |
| 2023 | Peregrinos                        | Traficante         | Rol coprotagónico                            | [ 10 ]           |
| 2023 | El triciclo                       |                    | Rol protagónico                              | [ 21 ]           |

## Premios y nominaciones
| Año  | Premios                  | Categoría               | Trabajo             | Resultado | Ref.             |
| ---- | ------------------------ | ----------------------- | ------------------- | --------- | ---------------- |
| 2010 | Premios CONACINE         | «Mejor actor»           | La región invisible | Ganador   | [cita requerida] |
| 2015 | Premio El Oficio Crítico | «Mejor actor de teatro» | En vitrina          | Ganador   | [ 22 ]           |